# Urobatis marmoratus
Urobatis marmoratus, (danh pháp khoa học: Urobatis marmoratus) là một loài cá trong họ Urolophidae. Người ta chỉ biết nó qua một tiêu bản được mô tả bởi Rodolfo Amando Philippi năm 1893. Tiêu bản này dài 38,5 cm và được thu thập ngoài khơi Quintero, Chile. Nó sống ở đáy biển.